# مورین اورث
مورین اورث (انگلیسی: Maureen Orth؛ زادهٔ ۲۶ ژانویهٔ ۱۹۴۳) روزنامه‌نگار اهل ایالات متحده آمریکا است. از آثار او می‌توان به کتاب توجه‌های عامیانه: اندرو کونانان، جانی ورساچه و بزرگ‌ترین شکست در تعقیب جنایت‌کاران در تاریخ آمریکا (۱۹۹۹) اشاره کرد.
فصل دوم سریال داستان جنایی آمریکایی با زیرعنوان ترور جانی ورساچه (۲۰۱۸) براساس این کتاب ساخته شده‌است.